# Donato Alcalde Tieles
Donato Alcalde Tieles, més conegut com a "Tati", és un exfutbolista asturià. Va néixer a Salinas el 22 de gener de 1964, i ocupava la posició de defensa.

## Trajectòria
Va destacar a les files de l'Sporting de Gijón. Amb els asturians va jugar 160 partits a primera divisió entre 1986 i 1993, i fou titular en bona part d'aquest període. Posteriorment va jugar en equips més modestos, com el Deportivo Alavés, el Real Avilés Industrial o el Beira Mar portuguès, entre d'altres.